# Руська православна церква
Руська православна церква — православна церква руських земель (Русі), які входили в такі держави: Королівство Руське, Велике князівство Литовське, Руське і Жемайтійське, Велике Князівство Руське, Річ Посполита, Військо Запорізьке і Гетьманщина.

## Історія
В XI-XIII століттях канонічна територія Руської православної церкви (Київської митрополії в юрисдикції Константинопольського патріархату, а також Галицька митрополія та Литовсько-Руська митрополія) поступово поширилась не тільки на теренах сучасних України та Білорусі, а й на частину території Росії, Литви, Польщі, Словаччини, Угорщини та інших.
Основні історичні етапи існування української православної церкви, коли офіційною назвою українських територій було слово «Русь»:
- Київська митрополія (988—1240)
- Галицька митрополія (1303-1401)
- Литовсько-Руська митрополія (1351-1435)
- Київська митрополія (1458—1596)
- Київська митрополія (1620—1685)

Після відокремлення Московської митрополії від Київської у 1458 році її предстоятелі прибрали собі титул «Митрополит Московський і всія Русі». Титул Київських митрополитів, що його надавав Константинопольський патріарх був «Митрополит Київський, Галицький і всієї Русі». У 1589 році було проголошено Московський патріархат. З 1686 року, українська церква була переведена під його юрисдикцію (де-факто, тільки Київська та Чернігівська єпархії). Київські митрополити почали призначатися в Москві, а титул «Митрополит Київський, Галицький і всієї Русі» було замінено спочатку на «Митрополит Київський, Галицький та всієї Малої Росії», а з 1770 — на «митрополит (архієпископ) Київський».
Константинопольський патріархат неодноразово заявляв, що не визнає канонічним підпорядкування Руської православної церкви (Київської митрополії) до Московського патріархату. Так, у своєму Томосі від 13 листопада 1924 року Вселенський Патріарх Константинополя Григорій VII пише: "відділення від Нашого Престолу Київської Митрополії й залежних від неї Православних Митрополій Литви та Польщі, а рівно ж прилучення їх до Святої Московської Церкви наступило не за приписами канонічних правил, а також не дотримано всього того, що було установлено відносно повної церковної автономії Київського митрополита, який носив титул Екзарха Вселенського Престолу".
Під час зустрічі офіційної делегації Константинопольського патріархату з президентом України 24 березня 2005 р. глава делегації Вселенського престолу архієпископ Скопельський Всеволод (Майданський) заявив: "Матір Церква, Константинопольський патріархат, вважає, що її дочка - Московський патріархат - має ту канонічну територію, яка існувала в тій Церкві до 1686 року. Підпорядкування Київської Митрополії під Московську Церкву (1686) було здійснено Патріархом Діонісієм без згоди і затвердження Святого і Священного Синоду Великої Церкви Христової". А 26 липня 2008 року у своєму Зверненні до Українського народу Патріарх Варфоломій каже: «Найкращим прикладом служби Вселенського Патріархату в Православній Церкві коштом його власних прав на розвиток стосунків із значною серед дочірніх Церков - Українською Церквою, яка сім століть належала до канонічної юрисдикції Вселенського Патріархату, тобто від часу хрещення Великим Київським князем (988 р.) аж до її анексії до Російської держави за Петра І (1687). І справді, Церква-Мати, за відомих несприятливих обставинах, обмежила себе задля того, щоби з готовністю надати Українській Церкві всіляку церковну, духовну і матеріальну підтримку, орієнтуючись не тільки на повніше застосування духовної спадщини Візантії, але й на оборону її православної ідентичності від важкого політичного тиску поширювачів неправославного вчення, особливо в дуже важкі для побожного українського народу часи.» Далі в цьому ж листі Патріарх ще раз називає приєднання Київської митрополії до Москви «анексією» та каже про її не канонічність: «після анексування України Росією і під тиском Петра І, Вселенський Патріарх Діонісій IV розсудив, що за тогочасних обставин стало необхідним церковне підпорядкування Української Церкви Московському Патріархатові (1687 р.), щоб не примножувати бід побожного українського народу і щоб він був під православним політичним проводом - хоча українська ієрархія сильно і одностайно противилася цьому рішенню, рішенню, що дорівнювало нанесенню явної шкоди канонічним правам Церкви-Матері».
В офіційних документах УПЦ (МП) — структури Московського патріархату на території України — термін «Руська православна церква» вживається стосовно сучасного Московського патріархату. Україномовна версія офіційного сайту Московського патріархату також називає РПЦ «Руською православною церквою».
Українські історики, представники духовенства та науковці доводять, що Руська православна церква — це Українська православна церква на початку свого історичного існування. Своє походження від Руської православної церкви також виводять Американська карпаторуська православна єпархія та Русинська греко-католицька церква.